# イワイエイキチ
イワイ エイキチ、岩井 英吉（いわい えいきち、1969年5月9日 - ）は、日本のベーシスト、アレンジャー、音楽プロデューサー。

## 人物・略歴
1991年、Z-BACKのベーシストとしてフォーライフ・レコードよりメジャーデビュー。
1995年よりセッション・ベーシストとしての活動を開始。椎名林檎、スネオヘアー、YUI、トッド・ラングレン、ACIDMAN等のアーティストのレコーディングやライブに参加する。
2005年、GO!GO!7188のユウこと中島優美らとチリヌルヲワカを結成。

## 参加グループ
Z-BACK（ジーバック）
南澤時正を中心に北九州で結成。1991年、メジャーデビュー。
天才プレパラート
1999年にシンガーソングライターの椎名林檎が学園祭ツアー「学舎エクスタシー」のために結成。
SPARKY（スパーキー）
2001年4月、The Turtlesの松本タカヒロを中心に結成。メンバーは松本タカヒロ（ボーカル、ギター、シンセサイザー、プログラミング、アートワーク）、皆川真人（シンセサイザー、ヴォコーダー、エンジニア）、岩井英吉（ベース、テルミン、ノイズ）、ブリテン（ドラムス、プログラミング) 。
チリヌルヲワカ
2005年にGO!GO!7188の中島優美（Vo＆G）やザ・コレクターズの阿部耕作（D）らと結成。
THE PRIMALS（ザ・プライマルズ）
MMORPG「ファイナルファンタジーXIV」（以下FF14）のゲーム開発者とミュージシャンによって結成された公式バンド。FF14のサウンドディレクター祖堅正慶（ギター、ヴォーカル）を中心に、同ゲームの開発メンバーの1人でローカライズ担当ディレクターのマイケル・クリストファー・コージ・フォックス（ヴォーカル）、GUNN（ギター、バンドマスター／ultra UB、DEPTH）、イワイエイキチ（ベース）、たちばな哲也（ドラムス／ultra UB、SPARKS GO GO、ex-THE BAND HAS NO NAME）というメンバーからなる5人組バンド。2018年5月16日に1stアルバム『THE PRIMALS』をリリースし、ゲストボーカルにチリヌルヲワカのユウを迎えて初となる全国ワンマンライブツアーを開催。

## 編曲・サウンドプロデュース
- 岡北有由
- The coridras
- MARIA

## 主なサポート
- ACIDMAN
- 阿部真央
- 岩瀬敬吾
- H ZETT M
- Every Little Thing
- 岡北有由
- 杏子
- 古明地洋哉
- 椎名林檎
- スネオヘアー
- 世良公則
- 高野寛
- トッド・ラングレン
- ともさかりえ
- 戸渡陽太
- NIKIIE
- 二千花
- 野村陽一郎
- ハルカトミユキ
- My Little Lover
- YUI
- LUCY

など